# Wheels on Meals
Wheels on Meals (em inglês) / Kuai Can Che (em cantonês), lançado no Brasil com o título Detonando em Barcelona, e em Portugal como Pancadaria Chinesa, é um filme de comédia e artes marciais produzido em Hong Kong em 1984. Foi dirigido por Sammo Hung e estrelado por Jackie Chan, Sammo Hung e Yuen Biao.

## Sinopse
Thomas (Jackie Chan) e David (Yuen Biao) possuem um food truck que vende comida nas ruas de Barcelona. Numa noite, enquanto trabalhavam, uma batedora de carteiras se esconde no food truck para escapar da polícia. A batedora é Sylvia (Lola Forner), a filha da namorada do pai de David. Mais tarde, Thomas e David descobrem que Sylvia é a herdeira de uma fortuna, e que ela está sendo perseguida por seu tio, pois, se Sylvia não se apresentar a tempo para reivindicar a herança, ela passará para o tio. 
Sylvia é, então, raptada pelo tio. Thomas e David se juntam a Moby (Sammo Hung), um detetive particular que havia sido contratado pelo mordomo do falecido pai de Sylvia para localizá-la, no intuito de salvar Sylvia, que está presa em um castelo. Após os três lutarem com e vencerem os capangas do tio de Sylvia (Benny Urquidez e Keith Vitali), Sylvia toma posse de sua herança e, por diversão, decide trabalhar durante o verão com Thomas e David no food truck.

## Etimologia
Wheels on meals, traduzido literalmente do inglês, significa "rodas sobre refeições". O título mais apropriado à história do filme seria o inverso, "Meals on Wheels" ("Refeições sobre Rodas"), numa alusão ao food truck de Thomas e David, porém os executivos da produtora Golden Harvest acharam melhor trocar a ordem das palavras do título, porque os filmes anteriores da produtora (Megaforce e Ménage a trois), que começavam também com "m", haviam sido fracassos de bilheteria, e a produtora, por pura superstição, quis evitar um novo fracasso com um novo filme que começasse com "m".